# Kévin Menaldo

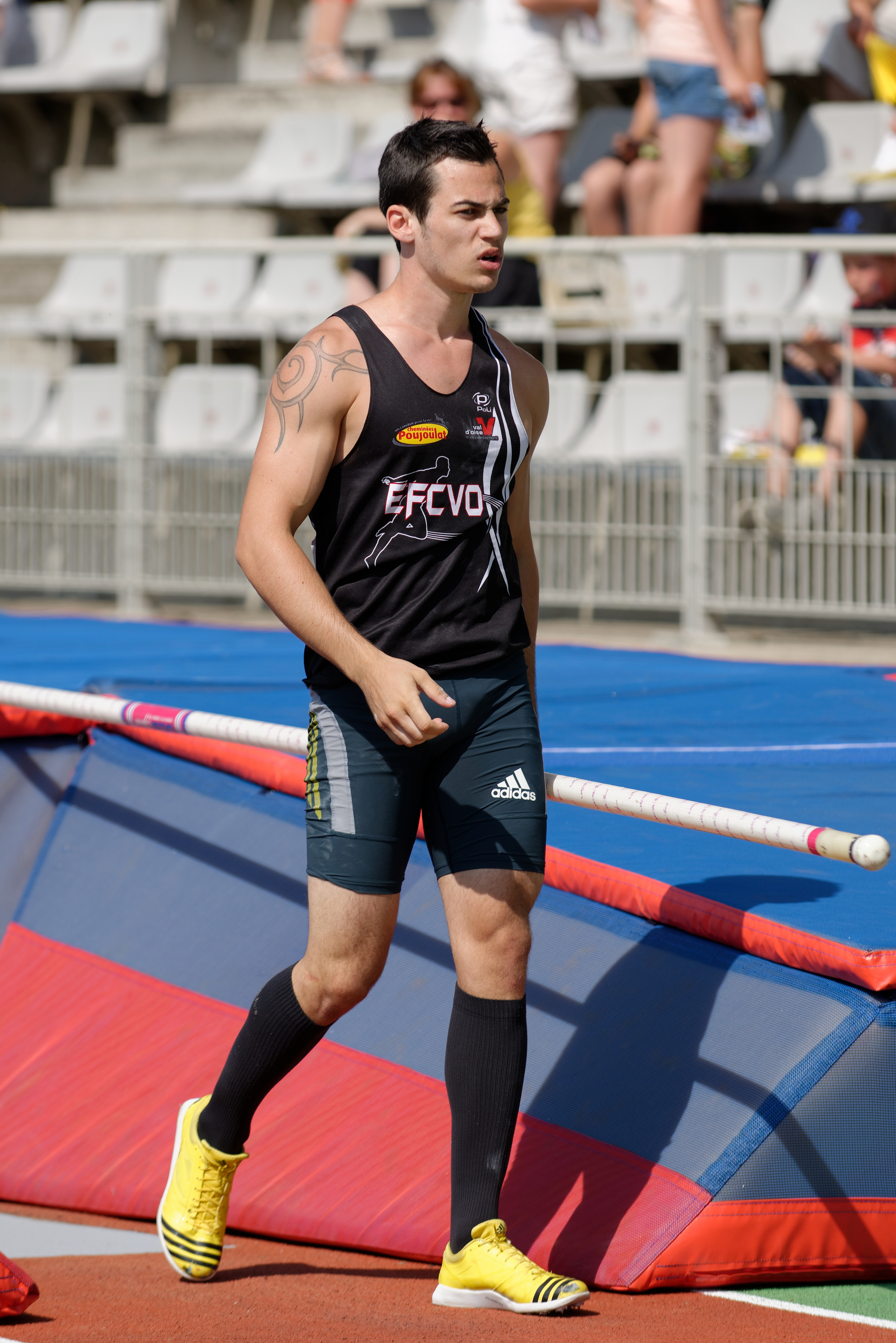
Kévin Menaldo, 2013

Kévin Menaldo (* 12. Juli 1992 in Bordeaux) ist ein französischer Stabhochspringer.
2013 gewann er Silber bei den Mittelmeerspielen.
Im Jahr darauf wurde er Elfter bei den Leichtathletik-Hallenweltmeisterschaften 2014 in Sopot und gewann Bronze bei den Leichtathletik-Europameisterschaften in Zürich.
2015 gelang ihm bei den Leichtathletik-Halleneuropameisterschaften in Prag in der Qualifikation kein gültiger Versuch. Bei den Leichtathletik-Weltmeisterschaften in Peking wurde er Sechster.
2014 wurde er Französischer Hallenmeister.

## Persönliche Bestleistungen
- Stabhochsprung: 5,81 m, 4. Juli 2015, Saint-Denis
  - Halle: 5,75 m, 11. Januar 2014, Aubière 	11 JAN 2014